# Вішоу
Ві́шоу (англ. Wishaw, шотл. Wishae) — місто в центрі Шотландії, в області Північний Ланаркшир.
Населення міста становить 29 220 осіб (2006).